# Cnoc An Rath
Cnoc An Rath (auch Tomenraw oder Tom de Raw genannt) ist ein Erdwerk in der Nähe von Port Bannatyne, auf der Isle of Bute in Bute in Schottland. Nicht zu verwechseln mit „Cnoc Na Rath“ einem Wanderweg in Beauly. Es besteht aus einem ovalen Wall von 27,3 auf 26,4 m Durchmesser, umgeben von einem früher etwa 3,0 m tiefen Graben. Das Erdwerk war lange von einer neuzeitlichen Mauer umgeben und ist noch locker mit Bäumen bepflanzt, unter denen sich in der Mitte das „Lone Man Grav“ der „Bannatynes of Kames“ (1775–1849) befindet.  
Cnoc an Rath liegt auf einer kleinen Anhöhe in einer von Weideland umgebenen Ebene. Der innere Wall wurde auf der Südwestseite abgetragen. Er ist ansonsten noch bis zu 0,8 m hoch und umschließt eine ebene Fläche von 24,0 m Durchmesser. Der Graben ist an der Nordseite noch 1,6 m tief. Ein 2,6 m breiter Damm überquert Wall und Graben im Osten und endet an der äußeren Mauer. Die 1,0 bis 1,8 m hohe Steinmauer hatte 46 m Durchmesser und hat die äußeren Bereiche des Erdwerks zerstört, so dass es möglich ist, dass es früher noch einen äußeren Wall gab. 
Das auch auf Karten markierte Erdwerk Cnoc-An-Rath ist nach Ansicht von Jack Scott ein so genanntes „Neo Woodhenge“ mit einem Wall. Obwohl es von H. A. W. Burl 1969 als Classe 1 Henge aufgeführt ist, ist diese Einordnung unsicher. Die Einstufung von E. J. Talbot als frühmittelalterliche Ringanlage ist dagegen neu. Das 2011 näher untersuchte Erdwerk von unsicherem Zweck und Alter konnte nicht näher bestimmt werden, da umfangreiche Erdarbeiten im 19. Jahrhundert alle älteren Spuren zunichtegemacht haben.